# The Mamas & the Papas
The Mamas & the Papas var en pop-/folk rock-vokalgruppe fra USA bestående af John Phillips, Denny Doherty, Cass Elliot og Michelle Phillips. Gruppen havde stor succes i årene 1965–1968 med pophits som bl.a. "California Dreamin'", "Monday Monday" og "Dedicated to the One I Love".

## Diskografi
- If you can believe your eyes and ears (1966)
- The mamas & the papas (1966)
- The best of the mamas & the papas (1966)
- The mamas and the papas deliver (1967)
- The mamas and the papas: golden era vol 2 (1968)
- The Papas & The Mamas (1968)
- Hits of gold (1968)
- Monday monday (1968)
- 16 of their greatest hits (1969)
- A gathering of flowers (1970)
- People like us (1971)
- Monterey international pop festival 1967 (1971)
- 20 golden hits (1973)
- The mamas and the papas collection (1987)
- The ep collection: The mamas and the papas (1994)